# Relation entre chien et chat
 (mars 2019).
Si vous disposez d'ouvrages ou d'articles de référence ou si vous connaissez des sites web de qualité traitant du thème abordé ici, merci de compléter l'article en donnant les références utiles à sa vérifiabilité et en les liant à la section « Notes et références ».

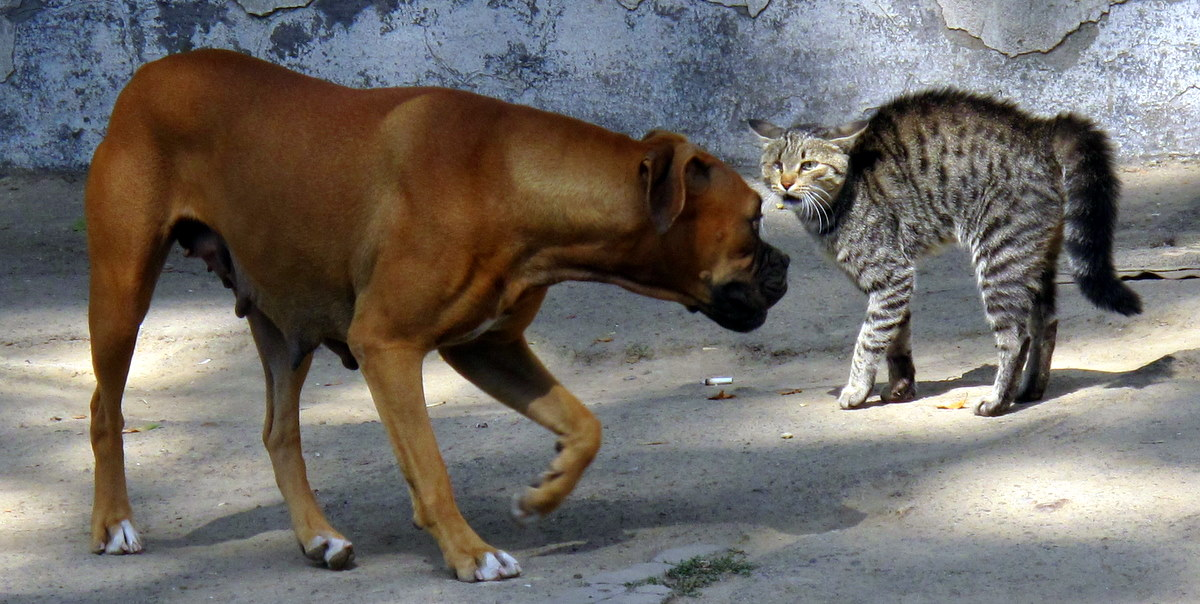
Rencontre entre un chien et un chat.

La relation entre chien et chat est l'ensemble des comportements, généralement d'évitement, adoptés comme animaux domestiques par les chiens et les chats partageant au moins occasionnellement un territoire.
Les instincts de chaque espèce conduisent à des interactions antagonistes, bien que les individus puissent avoir des relations non agressives les uns avec les autres, en particulier lorsque les êtres humains ont socialisé des comportements non agressifs.
Les interactions généralement agressives entre les deux espèces sont présentes dans les expressions culturelles, à l'image de « être comme chien et chat » qui signifie le fait d'avoir des relations tendues.